# تجريبية بناءة
في فلسفة العلوم، تعتبر التجريبية البنّاءة شكلاً من أشكال التجريبية. وفي حين يُشار إليها أحيانًا باعتبارها شكلًا تجريبيًا من البنيوية، فإن مؤيدها الرئيسي، باس فان فراسن، كان يميز باستمرار بين وجهتي النظر.